# IBM Personal Computer XT
El IBM Personal Computer XT, normalmente abreviado como IBM XT o simplemente XT, fue el sucesor de IBM al IBM PC original. Fue puesto a la venta como IBM número de producto 5160 el 8 de marzo de 1983. XT son las siglas de eXtended Technology (Tecnología eXtendida). Estaba basado esencialmente en la misma arquitectura que el PC original, únicamente añadiendo algunas mejoras: se añadió un disco duro, 8 slots de expansión en vez de 5, más memoria en la tarjeta madre, una fuente de alimentación de mayor potencia y se le quitó la interfaz para casetes del IBM PC original. Se convirtió en un estándar.  El sistema estaba concebido para usuarios de negocios y un 3270 PC correspondiente implementaba la emulación de la terminal IBM 3270 que se comercializaría después, en octubre de 1983. Posteriormente, con el AT llegaría una nueva arquitectura de bus de 16 bits.

## Características
El estándar XT traía de serie 128KB de memoria RAM en la tarjeta madre, una disquetera 5 1/4" de doble cara, doble densidad, de 360KB de tamaño completo, un  disco duro Seagate de 10MB Seagate ST-412 y un adaptador asíncrono serial (RS 232); una fuente de alimentación de 130w suministraba energía eléctrica a todos los componentes. La placa base tenía ocho ranuras de expansión ISA de 8 bits, y al igual que el IBM PC, un microprocesador Intel 8088 corriendo a 4,77 MHz y un zócalo para coprocesador matemático Intel 8087. El sistema operativo con el que se solía vender fue el PC-DOS 2.0 y superior. Las ocho ranuras de expansión eran un aumento de las cinco del IBM PC, aunque tres de ellas eran utilizadas por el adaptador de la unidad de disquetes, el adaptador del disco duro y la tarjeta de video. Pronto se actualizó la especificación básica para estandarizarla a 256KB de memoria RAM en la tarjeta madre.
Había dos versiones de la placa base del XT. La original podía admitir hasta 256kB en la misma placa (en cuatro bancos de chips de 64kB), con un máximo de 640kB alcanzados usando tarjetas de expansión. La segunda revisión de la placa, introducida en 1986, podía admitir los 640kB enteros en la placa base, en dos bancos de chips de 256kb y dos de 64kB. Las placas más recientes podían ser adaptadas para las últimas especificaciones después de un par de modificaciones menores. La segunda revisión de la placa tenía además un IBM BIOS revisado, que incluía soporte para el teclado expandido y reducía el tiempo de arranque a la mitad.
Los últimos XTs venían con unidades de disquetes de media altura instaladas de fábrica, así como con la opción para un disco duro de 20MB y para el teclado "expandido" (en esencia un Model M sin el panel de ledes). Sin embargo, en 1985, algunas unidades fueron manufacturadas con solo dos disqueteras de tamaño completo y sin disco duro. Este montaje en particular fue una opción de bajo coste para usuarios que solo tendían a usar el ordenador como una máquina de escribir.
Como el PC original, el XT venía con un intérprete de BASIC en una ROM (el IBM Cassette BASIC). Ya que este intérprete se usaba con una unidad de casete (la cual no era ofrecida en el XT), la única manera de acceder a él era desconectando el disco duro y dejando vacía la disquetera, usando el programa BASICA (incluido en el disquete del PC DOS, que añadía extensiones para usar las disqueteras), o invocando manualmente una llamada al BIOS usando un depurador.
Los teclados PC y XT no eran compatibles con aquellos de los PC más modernos (IBM AT o superior). Incluso con adaptadores DIN a mini-DIN PS/2 porque los teclados PC/XT usaban diferentes códigos de escaneo del teclado y porque además tenían una interfaz eléctrica ligeramente diferente de los teclados PC/AT. Se necesitaba un adaptador de señal XT a AT para hacerlo compatible con los ordenadores modernos.

## IBM XT/286
En 1986 se introdujo el XT/286 (IBM 5162) con un procesador Intel 80286 a 6 MHz. Este sistema se sacó realmente para ser más rápido que los ATs del momento, usando procesadores 286 de 8 MHz; debido al hecho de que tenía RAM sin estados de espera, podía mover los datos más velozmente.